# École des beaux-arts d'Athènes
L’École des beaux-arts d’Athènes (grec moderne : Ανωτάτη Σχολή Καλών Τεχνών) est une école d'art publique située à Athènes, la capitale de la Grèce. Fondée en 1837, elle est inspirée du modèle déjà préexistant des écoles équivalentes situées en Europe de l'Ouest, plus précisément en France et en Bavière. En 2023, le recteur de l'université est la professeure Ánta Diálla.

## Organisation
Les corps administratifs de l'université sont constitués par le recteur et ses adjoints, ainsi que par le Conseil rectoral et le Décanat de l'université,. Le Sénat constitue le corps professionnel le plus important de l'université.
L'université compte 1 faculté, située à Athènes.

## Facultés

### Faculté de l'École des beaux-arts
La Faculté de l'École des beaux-arts est située au numéro 256 de la rue Pireós, dans la municipalité de Níkea-Ágios Ioánnis Réntis. Elle est sise dans le même complexe que le centre culturel Pireós 260.
Elle est fondée en 2013. Sa bibliothèque, la plus ancienne et la plus complète des bibliothèques d'art en Grèce, abrite 64 000 livres, 413 éditions périodiques et 600 gravures. En 2023, son doyen est le professeur Angelís Antonópoulos.
La faculté compte 2 départements, plus précisément ceux des arts visuels et de théorie et d'histoire de l'art.

## Élèves
- Geórgios Prokopíou (1876–1940), peintre et photographe, artiste de guerre
- Giorgio De Chirico (1888–1978), peintre et sculpteur
- Michális Tómbros (1889–1974), sculpteur
- Georges Zongolopoulos (1903–2004), sculpteur
- Líli Arlióti (1910-1979), peintre
- Yannis Spyropoulos (1912–1990), peintre abstrait ;
- Androniqi Zengo Antoniu (1913-2000), peintre albanaise ;
- Yiánnis Móralis (1916–2009), peintre ;
- Ioánna Spitéri-Veropoúlou (1920-2000), sculptrice ;
- Iríni Apérgi (1921-1994), peintre abstraite et artiste in situ ;
- John Christoforou (1921–2014), peintre de la Nouvelle figuration ;
- Philolaos (1923–2010), sculpteur ;
- Panagiótis Tétsis (1925–2016), graveur et peintre ;
- Thanássis Exarchópoulos (1927–2021), graveur et peintre ;
- Alékos Fassianós (1935–2022), peintre ;
- Vangelis (1943–2022), compositeur et artiste peintre ;
- Triantáfyllos Patraskídis (1946–), peintre ;
- Níkos Tranós (1959-), sculpteur, recteur de l'École des beaux-arts d'Athènes de 2019 à 2023 ;
- Dimítris Papaïoánnou (1964–), danseur et chorégraphe.